# Chrotomys gonzalesi
Chrotomys gonzalesi је врста глодара из породице мишева (Muridae).

## Распрострањење
Присутна је у Филипинима.

## Станиште
Станиште врсте су шуме од 1.350 до 1.800 метара надморске висине.

## Угроженост
Ова врста је на нижем степену опасности од изумирања, и сматра се скоро угроженим таксоном.